# Nanneddu meu
Nanneddu meu è una canzone scritta alla fine dell'Ottocento dal poeta Peppino Mereu di Tonara. Questo brano è un canto d'autore di ispirazione folklorica e da tempo è entrato a far parte della cultura e della tradizione popolare sarda.

## Storia e contenuto
I versi erano stati pubblicati per la prima volta nel 1899 dalla Tipografia Valdès di Cagliari, in una raccolta intitolata Poesias de Giuseppe Mereu dedicata al medico condotto di Tonara Giovanni Sulis.
La raccolta contiene 29 poesie, di vario metro e contenuto, tutte scritte fra il 1890 e il 1897. 
Peppino Mereu aveva scritto questi versi, in forma di epistolario, con il titolo A Nanni Sulis(I), con questo titolo pubblicherà altre due composizioni che vengono contraddistinte, oltre al titolo, con i relativi numeri romani. Il componimento è costituito da 33 quartine del tipo ABCB.
Nel 1974, Nicolò Rubanu leader del Gruppo Rubanu Orgosolo, musicò il testo e fu eseguita dal gruppo, per la prima volta, al Teatro Eliseo di Nuoro, in occasione di una esibizione insieme agli Inti-Illimani, lo stesso anno il gruppo la pubblicò nell'album Su lamentu de su pastore.
Successivamente la musica fu arrangiata da Tonino Puddu, direttore del Coro su Nugoresu di Nuoro e nel 1984 fu il gruppo pop del Coro degli Angeli a inciderla per la Tekno Records e a inserirla sull'album Misterios.
È un canto di protesta in cui, in forma di lettera ad un amico, Mereu denuncia lo stato di miseria e oppressione in cui versavano gli strati sociali più bassi verso la fine dell'Ottocento in Sardegna.

## Altre versioni
- Gruppo Rubanu di Orgosolo
- Coro Peppino Mereu di Tonara
- Coro degli Angeli
- Tazenda
- Cordas et cannas
- Bertas
- Janas
- Kenze Neke (con il titolo A Nanni Sulis)
- Tenore e Cuncordu de Orosei e Ernst Reijseger al violoncello[6]